# Diócesis de Solsona
La diócesis de Solsona (en latín: Dioecesis Celsonensis y en catalán: Bisbat de Solsona) es una circunscripción eclesiástica de la Iglesia católica en España. Se trata de una diócesis latina, sufragánea de la archidiócesis de Tarragona. Desde el 3 de enero de 2022 su obispo es Francisco Simón Conesa Ferrer.

## Territorio y organización

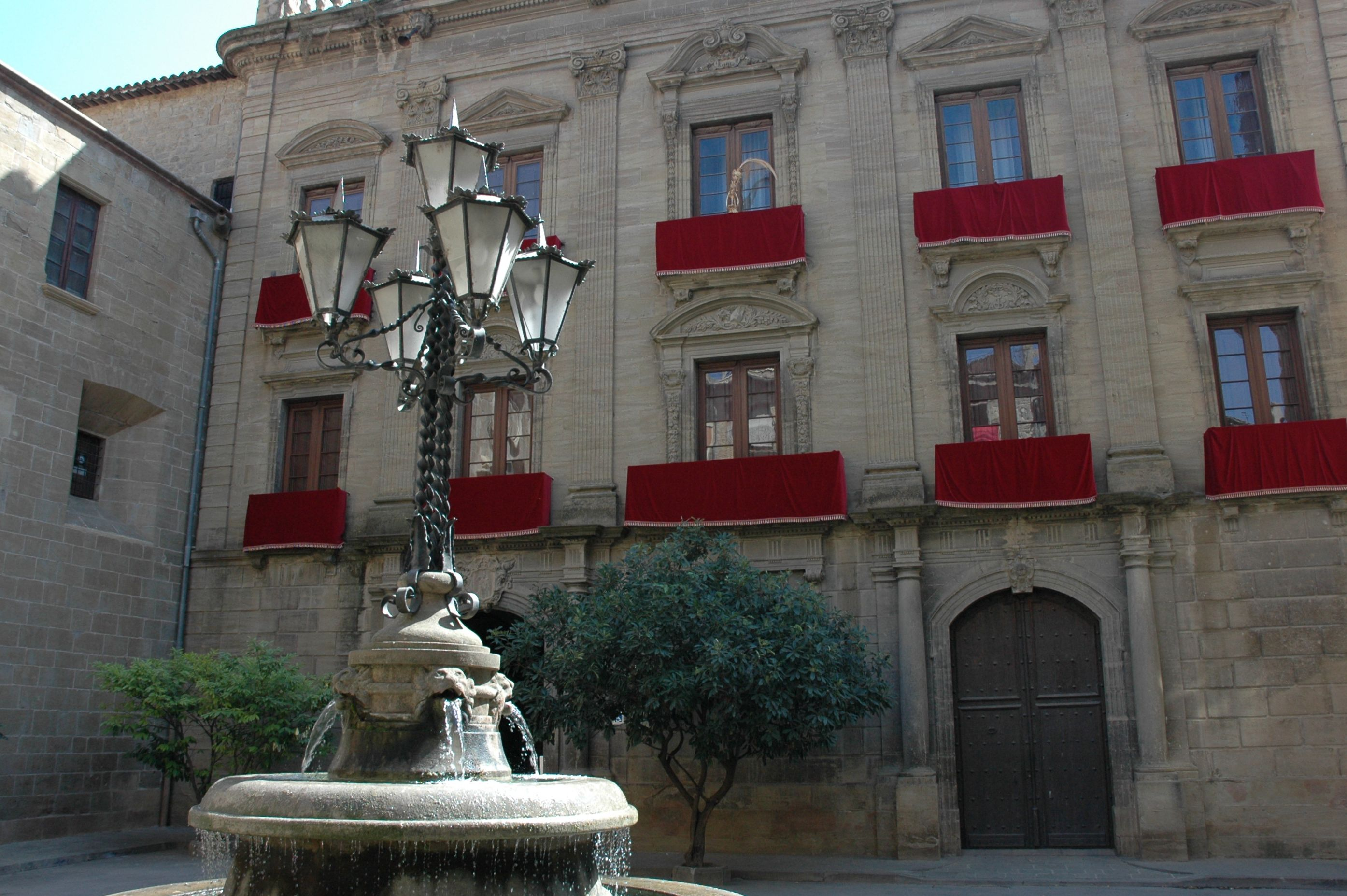
Palacio episcopal de Solsona

La diócesis tiene 3536 km² y extiende su jurisdicción sobre los fieles católicos de rito latino residentes en parte de la provincia de Lérida de la comunidad autónoma de Cataluña. Se extiende por las comarcas de la Plana de Urgel, el Urgel, la Segarra, el Solsonés, el Bages y el Bergadá.

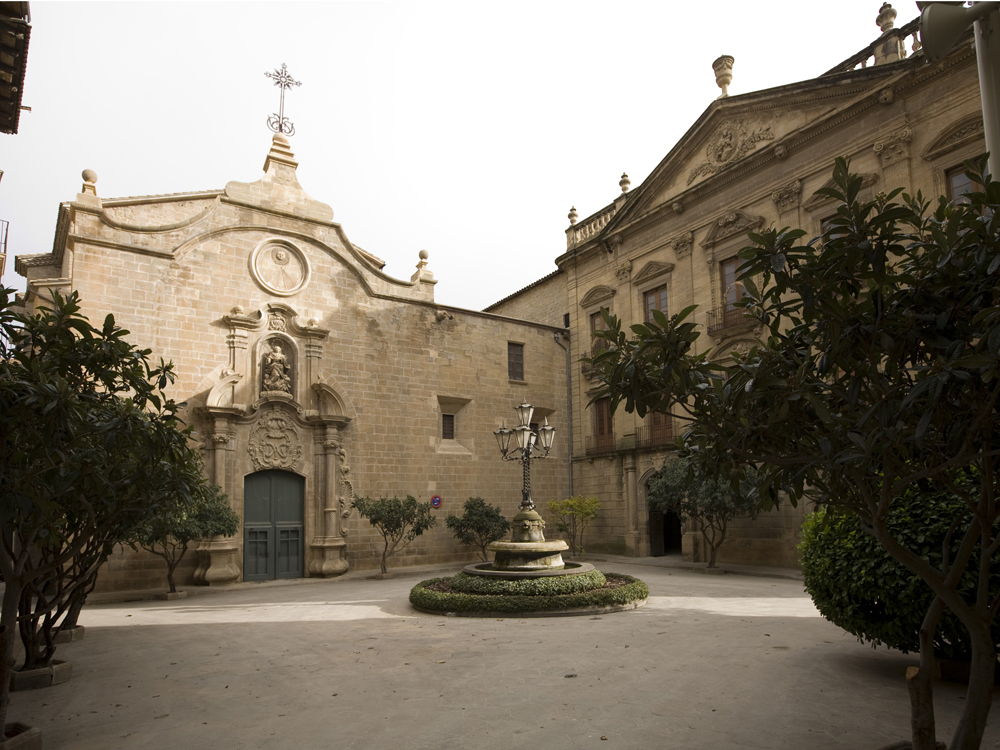
Plaça del Palau de Solsona. A la derecha, adosado a la catedral, el edificio del Palacio Episcopal, donde se ubica la sede de la curia diocesana y el Museo Diocesano y Comarcal de la ciudad

La sede de la diócesis se encuentra en la ciudad de Solsona, en donde se halla la Catedral de Santa María.

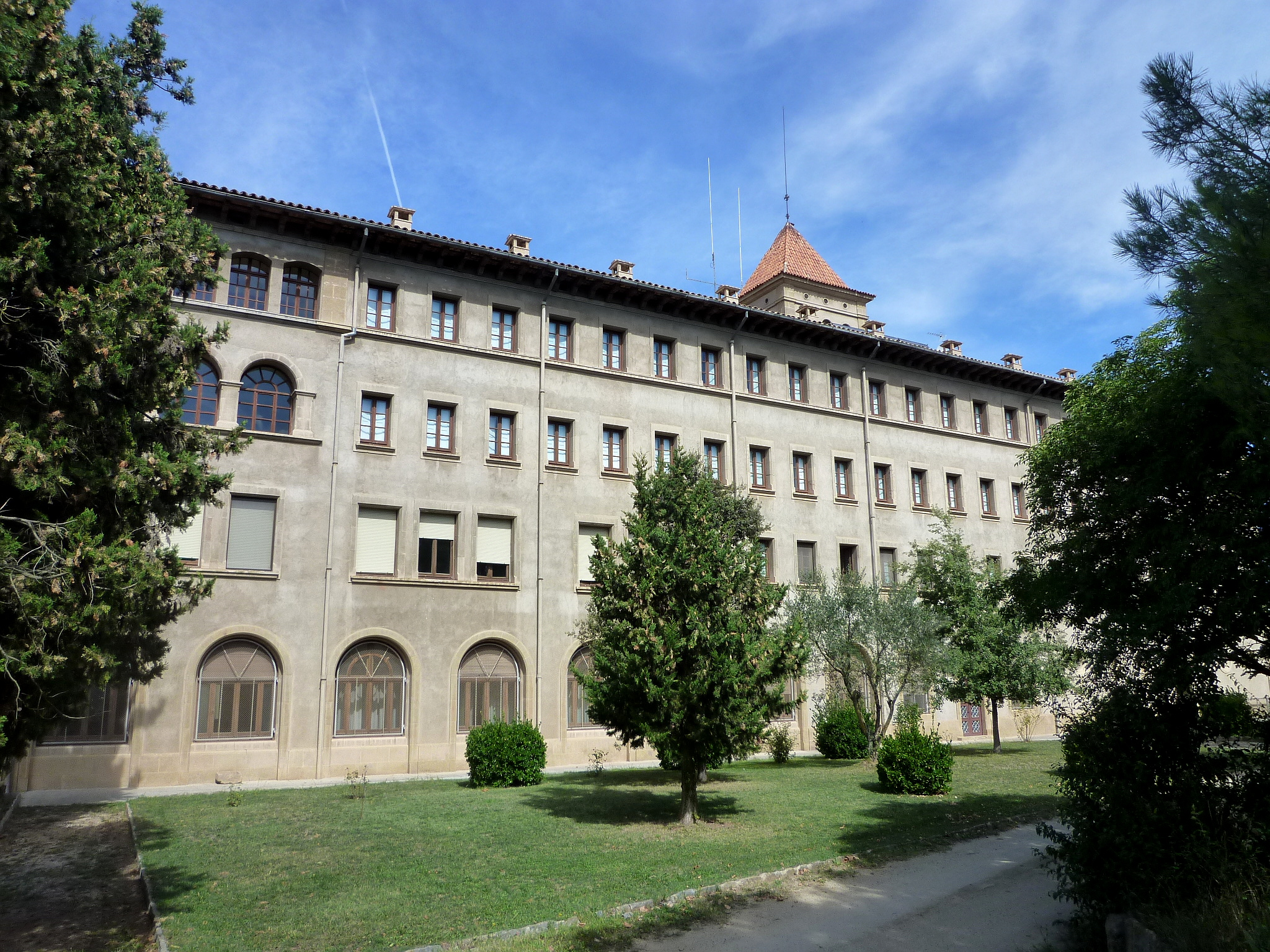
Seminario episcopal de Solsona

En 2020 en la diócesis existían 174 parroquias agrupadas en 12 unidades pastorales: Bagà, Bellpuig, Berga, Cardona, Cervera, Mollerussa, Navàs, Puig-Reig, Sant Ramon, Solsona, Súria y Tàrrega.

## Historia
La diócesis fue erigida el 19 de julio de 1593 con la bula Super universas del papa Clemente VIII, obteniendo el territorio de las diócesis de Urgel y Vic. Fue a petición del rey Felipe II, a fin de que fuese mejor gobernada «aquella tierra tan áspera y frontera de herejes». Era una alusión a los hugonotes, que desde Francia irrumpían a menudo por el Pirineo leridano. El papa accedió a la petición del rey y, ese mismo año comisionó al arzobispo de Tarragona, Joan Terès i Borrull, al obispo de Urgel, Andreu Capella, y al nuncio apostólico en el Reino de España, Camillo Caetani, para erigir la nueva diócesis.
Para su erección se desmembraron 258 parroquias de la diócesis de Urgel, y los decanatos de Cervera y Tárrega de la diócesis de Vich. Finalmente, debido a la oposición del obispo de Urgel, se alcanzó un acuerdo en 1623 por el cual solo se integraron en Solsona 114 parroquias. El primer obispo fue Luis Sans y Códol (1594-1612).
La diócesis, ya vacante desde 1838, fue suprimida de iure con el concordato entre el Estado español y la Santa Sede de 1851 y unida a la de Vic. Se hicieron gestiones en Madrid y Roma para que Solsona volviera a tener obispos. Mientras tanto, estuvo bajo la administración de la diócesis de Vic gobernada por vicarios capitulares hasta que en 1895 se erigió la administración apostólica de Solsona, con carácter episcopal e independiente de Vic. El 10 de noviembre de 1933, gracias a las gestiones del arzobispo-cardenal de Tarragona, Francisco de Asís Vidal y Barraquer, que desde 1913 a 1919 había sido administrador apostólico de Solsona, el papa Pío XI restableció la diócesis en la plenitud de sus derechos episcopales y nombró obispo a Valentín Comellas y Santamaría.
El 2 de septiembre de 1955 y el 6 de junio de 1957, con sendos decretos llamados Initis inter de la Congregación Consistorial, se revisaron los límites de la diócesis para hacerlos coincidir con los de la provincia civil, en aplicación del concordato entre el Estado español y la Santa Sede de 1953. La diócesis de Solsona perdió una parroquia, Palmerola, cedida a la diócesis de Vic, pero amplió notablemente su territorio con más de 20 parroquias, pertenecientes a la misma diócesis de Vic, y con el arciprestazgo de Manresana cedido por la diócesis de Lérida.
Entre los obispos de la diócesis destacaron Pedro Anglada Sánchez (1640-1644), Rafael Lasala y Locela (1773-1792) autor del Catecismo mayor de la doctrina christiana y Vicente Enrique y Tarancón (1945-1964), conocido por el papel conciliador que desempeñó durante la transición española.

## Estadísticas
Según el Anuario Pontificio 2021 la diócesis tenía a fines de 2020 un total de 118 309 fieles bautizados.
| Año                                                                             | Población            | Población | Población      | Sacerdotes | Sacerdotes    | Sacerdotes    | Bautizados por sacerdote | Diáconos permanentes | Religiosos | Religiosos | Parroquias |
| Año                                                                             | Bautizados católicos | Total     | % de católicos | Total      | Clero secular | Clero regular | Bautizados por sacerdote | Diáconos permanentes | Varones    | Mujeres    | Parroquias |
| ------------------------------------------------------------------------------- | -------------------- | --------- | -------------- | ---------- | ------------- | ------------- | ------------------------ | -------------------- | ---------- | ---------- | ---------- |
| 1949                                                                            | 125 000              | 125 000   | 100.0          | 374        | 266           | 108           | 334                      |                      | 250        | 430        | 188        |
| 1970                                                                            | 129 281              | 129 315   | 100.0          | 241        | 212           | 29            | 536                      |                      | 38         | 430        | 177        |
| 1980                                                                            | 121 848              | 122 053   | 99.8           | 182        | 155           | 27            | 669                      |                      | 53         | 371        | 214        |
| 1990                                                                            | 118 395              | 119 595   | 99.0           | 171        | 151           | 20            | 692                      |                      | 44         | 291        | 207        |
| 1999                                                                            | 100 200              | 119 200   | 84.1           | 135        | 120           | 15            | 742                      |                      | 28         | 279        | 163        |
| 2000                                                                            | 102 300              | 119 234   | 85.8           | 134        | 119           | 15            | 763                      |                      | 28         | 230        | 163        |
| 2001                                                                            | 95 138               | 119 138   | 79.9           | 132        | 121           | 11            | 720                      |                      | 22         | 227        | 163        |
| 2002                                                                            | 94 206               | 119 206   | 79.0           | 139        | 121           | 18            | 677                      |                      | 36         | 237        | 163        |
| 2003                                                                            | 101 521              | 124 071   | 81.8           | 128        | 112           | 16            | 793                      |                      | 30         | 208        | 174        |
| 2004                                                                            | 101 521              | 124 071   | 81.8           | 128        | 112           | 16            | 793                      |                      | 32         | 212        | 174        |
| 2010                                                                            | 128 700              | 139 900   | 92.0           | 110        | 96            | 14            | 1170                     | 3                    | 22         | 198        | 174        |
| 2014                                                                            | 124 600              | 141 800   | 87.9           | 97         | 89            | 8             | 1284                     | 5                    | 23         | 193        | 174        |
| 2017                                                                            | 116 536              | 139 297   | 83.7           | 80         | 73            | 7             | 1456                     | 5                    | 14         | 174        | 174        |
| 2020                                                                            | 118 309              | 139 185   | 85.0           | 69         | 62            | 7             | 1714                     | 4                    | 17         | 104        | 174        |
| Fuente: Catholic-Hierarchy, que a su vez toma los datos del Anuario Pontificio. |                      |           |                |            |               |               |                          |                      |            |            |            |

Según cifras oficiales, durante el curso 2017-2018 se formaron 3 seminaristas en el Seminario Mayor diocesano.